# Radio María Chile
Radio María Chile es una emisora de radio católica chilena, de cobertura nacional, asociada a la Familia Mundial de Radio María y originada en la ciudad de La Serena, y que posteriormente se radica en Santiago de Chile. Se caracteriza por tener una programación completamente especializada en contenidos religiosos católicos.
Se escucha en todo Chile, a través de antenas repetidoras desde Iquique hasta Punta Arenas, incluyendo a Isla de Pascua, de igual forma por medio de sus aplicaciones para iOS y Android. Además transmite por el canal 772 de la empresa cableoperadora Gtd y Telsur.
La radio tiene como objetivo principal cooperar con la misión evangelizadora de la Iglesia católica, y “llevar a Cristo al corazón de todos los hombres” bajo su eslogan de ser "Una buena señal para Chile".
Actualmente Radio María Chile posee presencia de núcleos de voluntariados en varias ciudades del país como; Iquique, La Serena, Valparaíso, Área Metropolitana de Santiago, Temuco, Valdivia y Puerto Montt.

## Historia
La primera transmisión de Radio María Chile fue en La Serena el 15 de agosto de 1996, lugar donde funcionó hasta 2001, cuando fue trasladada a Santiago el 1 de abril de 1999 como radio Santa María de Guadalupe en su primera etapa. La inauguración de la sede en la capital de Chile se realizó el 16 de julio de 2001.
Actualmente el presidente de la Asociación Radio María Chile es el voluntario Ignacio Arteaga Echeverría, su director el Presbítero Pedro Pablo Garín.

## Voluntariado
Cuenta con un voluntariado activo, que principalmente hacen promoción y difusión de la radio; y en el ámbito interior de la casa, acogida, atención de público y oración. La promoción considera principalmente la transmisión de la Santa Misa y actividades desde distintas parroquias y templos del país. A quienes desarrollan este voluntariado se les conoce como Voluntarios de Estudios Móviles (VEM's). 
La difusión está abocada a la captación de oyentes en todos los lugares donde se escucha la radio y de colaboradores permanentes que sostienen económicamente a la emisora. El voluntariado de Radio María Chile, marca presencia y cobertura en distintas ciudades del país.
- Arica
- Iquique
- La Serena
- Viña del Mar / Valparaíso
- Santiago
- Graneros
- Peralillo
- Tome / Talcahuano
- Temuco
- Valdivia
- Puerto Montt

## Antiguas frecuencias
- 107.3 MHz (Copiapó); disponible sólo para radios comunitarias.
- 103.9 MHz (La Serena/Coquimbo); no existe.
- 106.9 MHz (Monte Patria); disponible sólo para radios comunitarias.
- 1060 kHz (Santiago); no existe.